# Ammophila pubescens
Ammophila pubescens es una especie de avispa del género Ammophila, familia Sphecidae.

## Taxonomía
Fue descrito por primera vez en 1836 por Curtis.